# Kosrae-sziget
Kosrae a Mikronéziai Szövetségi Államokhoz tartozó sziget a Csendes-óceánban.

## Földrajz

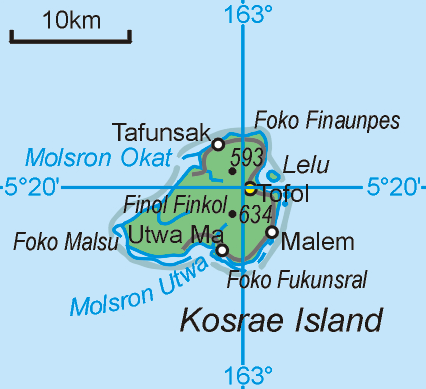
Kosrae térképe

A sziget mintegy 370 mérföldre található Guam és  Hawaii-szigetektől.
Északkeleten a kis Lelu-sziget tartozik hozzá.
Települések:
- Malem
- Tafunsak
- Tofol
- Utwa Ma

## Népesség
A lakosság a sziget méretétől eltérően elég népes, nagyjából 6616 fő lakja.
A fő nyelv a kuszai (kosraei), de sokan beszélnek angolul is.

## Gazdasága
Csekély turizmusa van, amely elsősorban a szigetet körülvevő korallzátonyon való búvárkodást jelenti.

## Élővilága
Három endemikus madár élt a szigeten. Ezek közül kettő végleg eltűnt az élőhelyirtásnak és a betelepített ragadozóknak köszönhetően; a Kosrae-szigeti vízicsibe és a Kosrae-szigeti seregély kihalt, és csak a Kosrae-szigeti gyümölcsgalamb maradt fent. Emlősök közül itt él a különösen ritka Kosrae-szigeti repülőkutya.

## Lásd még
- Kihalt madarak
- Kosrae-szigeti vízicsibe
- Kosrae-szigeti seregély

## Külső hivatkozások
- A látogatóközpont honlapja (angolul)